# Stojan Bałow
Stojan Bałow (bułg. Стоян Димитров Балов, ur. 24 maja 1960 w Czawdarze) – bułgarski zapaśnik. Srebrny medalista olimpijski z Seulu w kategorii 57 kg.
Był mistrzem świata w 1985. W mistrzostwach Europy zajął drugie miejsce w 1988.
- Turniej w Seulu 1988

Pokonał Zorana Galovicia z Jugosławii, Kacema Bouallouche z Maroka, Keijo Pehkonena z Finlandii, zawodnika Korei Południowej Heo Byeong-ho i Greka Bambisa Cholidisa. W walce o złoty medal przegrał z Węgrem Andrasem Sike.